# Ephippiger mischtschenkoi
Ephippiger mischtschenkoi är en insektsart som beskrevs av Carl Otto Harz 1966. Ephippiger mischtschenkoi ingår i släktet Ephippiger och familjen vårtbitare. Inga underarter finns listade i Catalogue of Life.